# Бланкерс-Кун, Фанни
Франсина Элсье (Фанни) Бланкерс-Кун (нидерл. Francina Elsje "Fanny" Blankers-Koen; 26 апреля 1918, деревня Лаге-Вюрсе, провинция Утрехт, Нидерланды — 25 января 2004, Хофддорп, Северная Голландия, Нидерланды) — нидерландская легкоатлетка, четырёхкратная олимпийская чемпионка 1948 года, пятикратная чемпионка Европы, многократная рекордсменка мира. Рыцарь ордена Оранских-Нассау (1949).
Бланкерс-Кун успешно выступала практически во всех видах современной ей лёгкой атлетики — за карьеру она установила (по сведениям МОК) 16 мировых рекордов в восьми различных дисциплинах: бег на 100 ярдов, 100 метров, 200 метров, 80 метров с барьерами, эстафета 4×110 ярдов, прыжки в высоту, прыжки в длину и пятиборье.
Чемпионкой Нидерландов в 1936—1955 годах Бланкерс-Кун была в общей сложности 58 раз практически во всех проводившихся дисциплинах, включая даже толкание ядра. Дистанцию 100 метров на чемпионате Нидерландов Бланкерс-Кун выигрывала 13 раз.
Супруг Фанни Ян Бланкерс (нидерл. Jan Blankers, 1904—1977) также занимался лёгкой атлетикой и выступал за Нидерланды в тройном прыжке на Олимпийских играх 1928 года в Амстердаме. Свадьба Фанни и Яна состоялась 29 августа 1940 года.

## Биография

### Летние Олимпийские игры 1936 года в Берлине
В 1936 году на Олимпийских играх в Берлине 18-летняя Фанни Кун выступала в прыжках в высоту и в эстафете 4×100 метров. Финалы в этих видах проводились на Олимпийском стадионе в один день — 9 августа. В прыжках в высоту Кун заняла 6-е место с результатом 155 см, победу же одержала венгерка Иболья Чак, прыгнувшая на 160 см. В финале эстафеты 4×100 метров нидерландки заняли последнее, пятое место (сборная Германии была дисквалифицирована).
В Берлине Кун удалось взять автограф у героя Олимпиады-1936 американца Джесси Оуэнса, выигравшего 4 золотые медали (100 м, 200 м, эстафета 4×100 м и прыжки в длину). Через 12 лет Бланкерс-Кун сумела повторить выдающееся достижение американца. На Олимпиаде 1972 года в Мюнхене она встретила Оуэнса и сказала: «У меня есть ваш автограф, меня зовут Фанни Бланкерс-Кун», на что Оуэнс ответил: «Вам нет нужды представляться, я знаю о Вас всё».

### Во время Второй мировой войны и после неё
Во время войны накануне вторжения Германии в Нидерланды вышла замуж за Яна Бланкерса и взяла двойную фамилию. Бланкерс, который сам занимался лёгкой атлетикой в молодости, в то время был спортивным журналистом и тренером женской сборной Нидерландов по лёгкой атлетике, хотя скептически относился к возможностям женщин в спорте. 

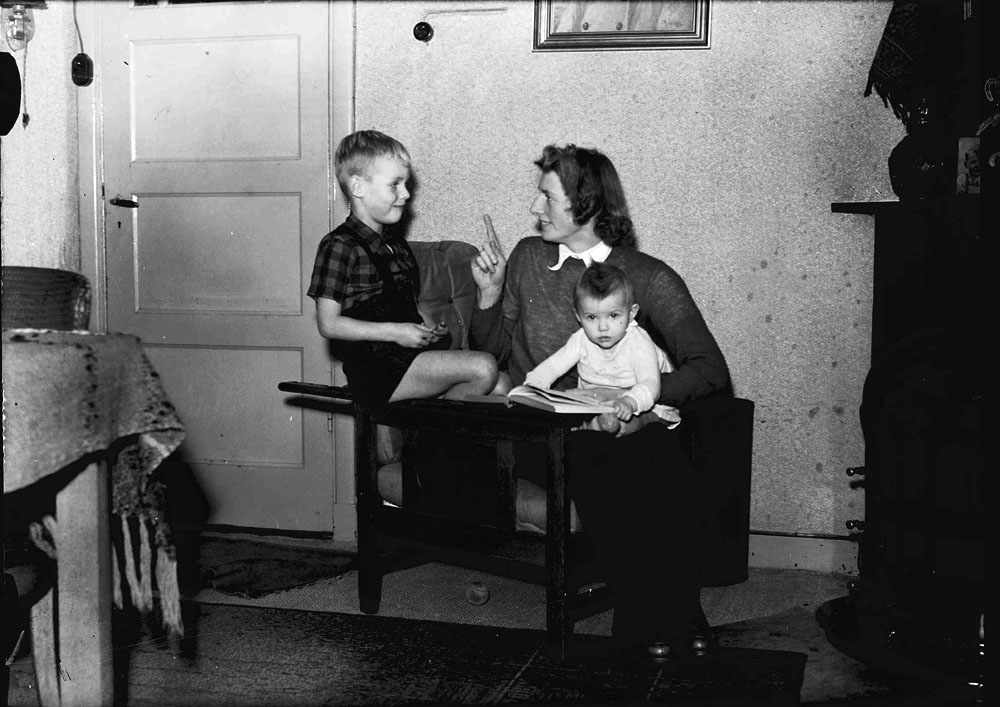
Бланкерс-Кун с детьми в ноябре 1946 года

В 1942 году Фанни родила первого сына Яна-младшего. Многие в Нидерландах посчитали, что после этого спортивная карьеру Бланкерс-Кун завершена, тогда спортивные выступления замужних и имеющих детей женщин были крайне редкими. Однако Фанни быстро вернулась к тренировкам и на внутренних нидерландских соревнованиях во время войны установила ряд мировых рекордов, в том числе в беге на 80 метров с барьерами, прыжках в высоту и длину.
Зима 1944/45 была очень голодной в Нидерландах, особенно в крупных городах. В 1945 году Бланкерс-Кун родила дочь Фаннеке, на этот раз пауза перед возобновлением тренировок была гораздо дольше. Однако к августу 1946 году, когда в Осло прошёл первый послевоенный чемпионат Европы, Бланкерс-Кун вновь набрала форму. Она выиграла золото в беге на 80 метров с барьерами и в эстафете 4×100 метров. На 100-метровке в полуфинале она упала и не смогла выйти в финал, а также небольшое повреждение помешало ей успешно выступить в прыжках в высоту, которые проходили в тот же день, Бланкерс-Кун заняла в них только четвёртое место.

### Летние Олимпийские игры 1948 года в Лондоне

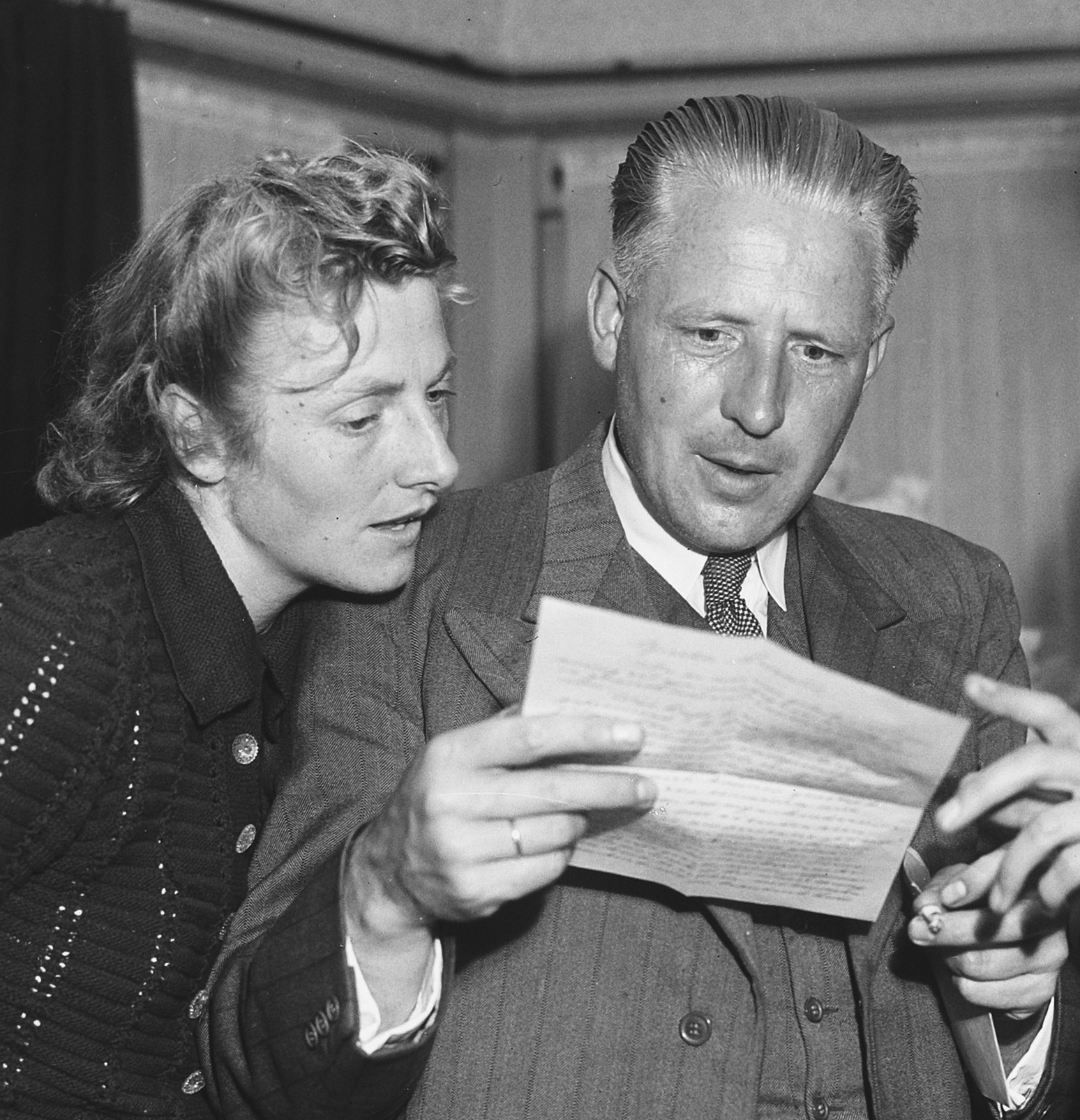
Бланкерс-Кун и её муж Ян Бланкерс (12 августа 1948 года)

В 1948 году 30-летняя мать двоих детей Бланкерс-Кун завоевала 4 золотые олимпийские медали на Играх в Лондоне. За свои достижения она получила прозвище «Летучая домохозяйка». В то время существовало ограничение по количеству индивидуальных видов лёгкой атлетики, в которых имели право принимать участие спортсмены на одной Олимпиаде — не более 3 разных видов (по другим данным Бланкерс-Кун сама решила ограничиться только 3 индивидуальными видами, так как на чемпионате Европы 1946 года в Осло она участвовала во многих видах, но в итоге сумела выиграть только две награды). Если бы это ограничение отсутствовало, Бланкерс-Кун могла претендовать ещё на целый ряд золотых медалей — к моменту начала игр в Лондоне она, в частности, владела мировыми рекордами в прыжках в высоту и в длину. В начале 1949 года она родила третьего ребёнка, таким образом выяснилось, что свои 4 золотые медали в Лондоне Бланкерс-Кун завоевала, будучи беременной.
Бланкерс-Кун стала первой женщиной в истории, выигравшей 4 золотые олимпийские медали, причём сделала это на одних Играх. Кроме того, до сих пор ни один легкоатлет не сумел выиграть более 4 золотых медалей на одних Играх — Бланкерс-Кун делит рекорд с 3 американцами: Элвином Крэнцлайном (1900), Джесси Оуэнсом (1936) и Карлом Льюисом (1984).

### После Игр 1948 года

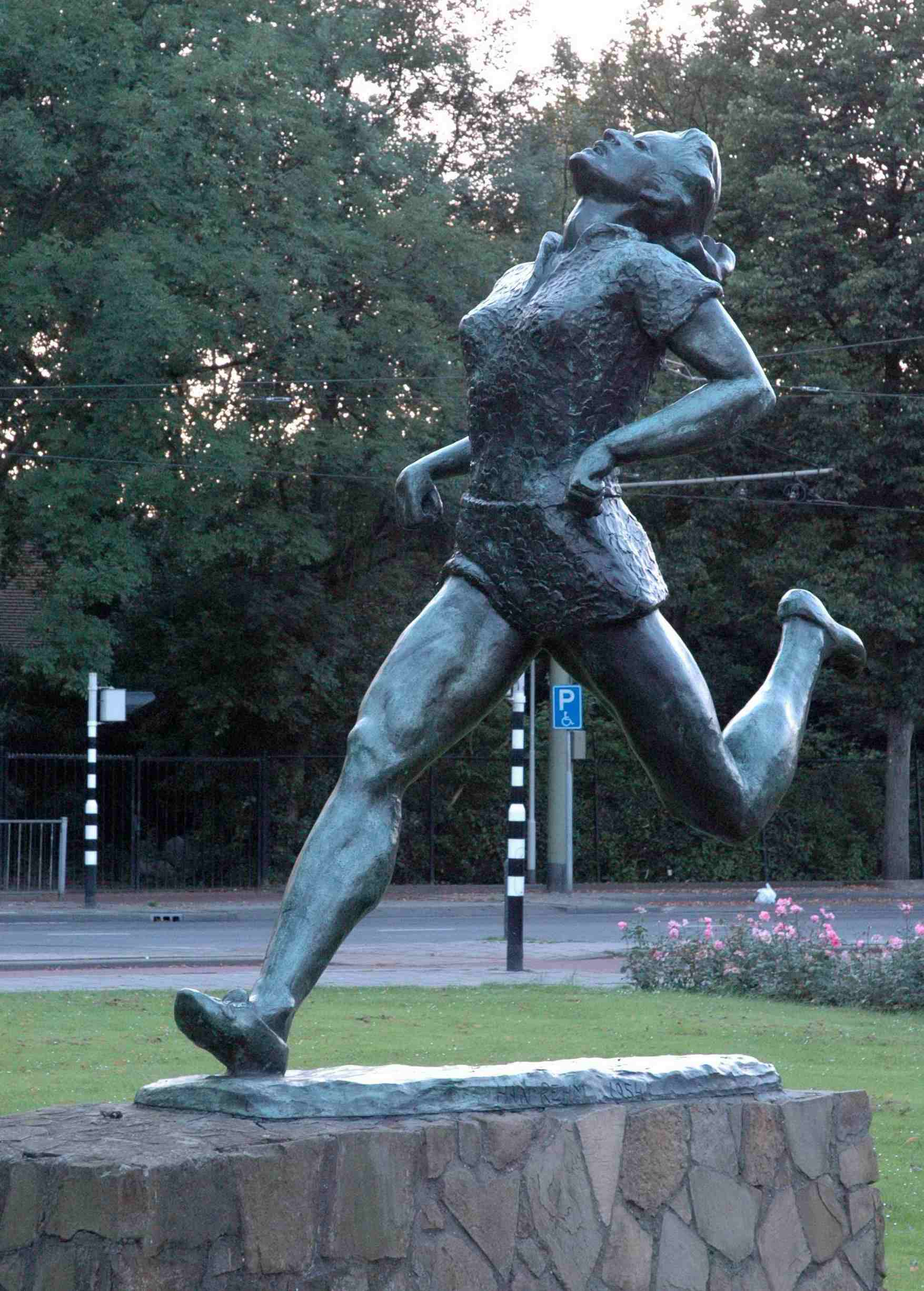
Памятник Бланкерс-Кун в Роттердаме

На чемпионате Европы 1950 года в Брюсселе Бланкерс-Кун завоевала 4 медали. Она стала чемпионкой в беге на 100 и 200 метров, а также на дистанции 80 метров с барьерами. В эстафете 4×100 метров Фанни бежала на последнем этапе, но не сумела опередить британку Джун Фаулдс, заняв второе место.
Участвовала в Играх 1952 года в Хельсинки, но там осталась без медалей. Бланкерс-Кун испытывала проблемы со здоровьем, но вышла в финал в беге на 80 метров с барьерами, однако, после того как споткнулась о барьер в начале дистанции, не сумела финишировать.
За всю историю Олимпийских игр голландцы выиграли в лёгкой атлетике восемь золотых медалей, из которых четыре на счету Бланкерс-Кун (включая победу в эстафете).
Рекорд Нидерландов в беге на 100 метров (11,5 сек) принадлежал Бланкерс-Кун вплоть до 1969 года, а в прыжках в высотку (171 см) — до 1966 года.
В Роттердаме за выдающиеся спортивные достижения Бланкерс-Кун был установлен памятник. В Хенгело проводится мемориал её памяти.
В 1999 году Международная ассоциация легкоатлетических федераций признала Бланкерс-Кун лучшей легкоатлеткой мира XX столетия.
25 марта 1969 года почта Монголии выпустила серию почтовых марок (№ 520-527 + почтовый блок № 120). На марке № 522 номиналом 15 монге изображена Франсина Бланкерс-Кун на барьерной дистанции.